# ماری مالکووا
ماری مالکووا (چکی: Marie Málková؛ زادهٔ ۱۴ آوریل ۱۹۴۱) بازیگر اهل چکسلواکی است.
از فیلم‌ها یا برنامه‌های تلویزیونی که وی در آن نقش داشته‌است، می‌توان به گوی آذرخش و خیابان اشاره کرد.